# Paraguraleus emina
Paraguraleus emina is een slakkensoort uit de familie van de Mangeliidae. De wetenschappelijke naam van de soort is voor het eerst geldig gepubliceerd in 1905 door Hedley.